# Von Padberg

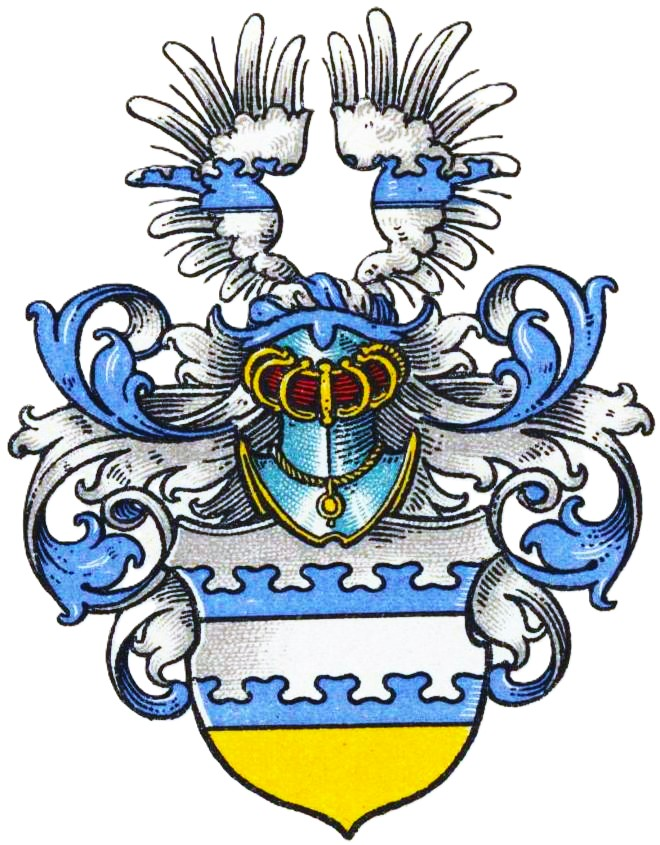
Wapen van de familie von Padberg in het wapenboek van de Westfaalse adel

Padberg (ook Padtberg) is de naam van een Westfaalse adellijke familie die haar oorsprong vond in de ministerialiteit als borgmannen van het keurvorstendom Keulen op de burcht Padberg in het gelijknamige dorp Padberg bij Marsberg. De familie is niet verwant aan de graven van Padberg, die in 1113 uitstierven.

## Geschiedenis

### De graven van Padberg
De naam Padberg (ook Badberch, Badperch, Bathbergh, Pattberch) verschijnt voor het eerst in een charter van 1 juni 1030, toen een stuk land in de Ittergau, behorend aan graaf Bernhard, Badperch genaamd, werd overgedragen aan bisschop Meinwerk van Paderborn. In 1101 schonk graaf Erpo van Padberg zijn eigenkerk in Werdohl (voorganger van de St. Kilianskerk) en land aan het klooster Boke. Dit klooster werd in 1104 verplaatst naar Flechtdorf, gelegen in de graafschap Padberg, tegenwoordig een stadsdeel van de gemeente Diemelsee in de Duitse deelstaat Hessen. 

### De heren van Padberg
De burcht Padberg, op de steile top van de Padberg (ook wel 'Alter Hagen' genoemd), tussen de valleien van de rivieren Hoppecke en Diemel, was de stamburcht van de heren van Padberg. De burcht werd voor het eerst genoemd in een document toen Beatrix van Nidda de burcht en de graafschap Padberg verkocht aan Frederik I van Schwarzenberg, aartsbisschop van Keulen, na de dood van haar echtgenoot graaf Erpo van Padberg († 1113). De aartsbisschoppen bezetten de burcht met hun eigen ministerialen, die zich later vernoemden naar de burcht. De verifieerbare afstamming van dit ministerialengeslacht begint in 1165 met Gottschalk von Padberg. De heren van Padberg kunnen door hun titels (nobilis) en door hun huwelijken in de eerste generaties als oude adel worden beschouwd.
In het begin van de 14e eeuw ontstonden er twee takken van het geslacht der heren van Padberg, die van het Oude Huis en van het Nieuwe Huis. De jongere tak bouwde een burcht op de 'Neuer Hagen'. Het dorp Padberg, dat in 1234 stadsrechten van de heren van Padberg verkreeg, lag ingebed tussen de beide burchten.

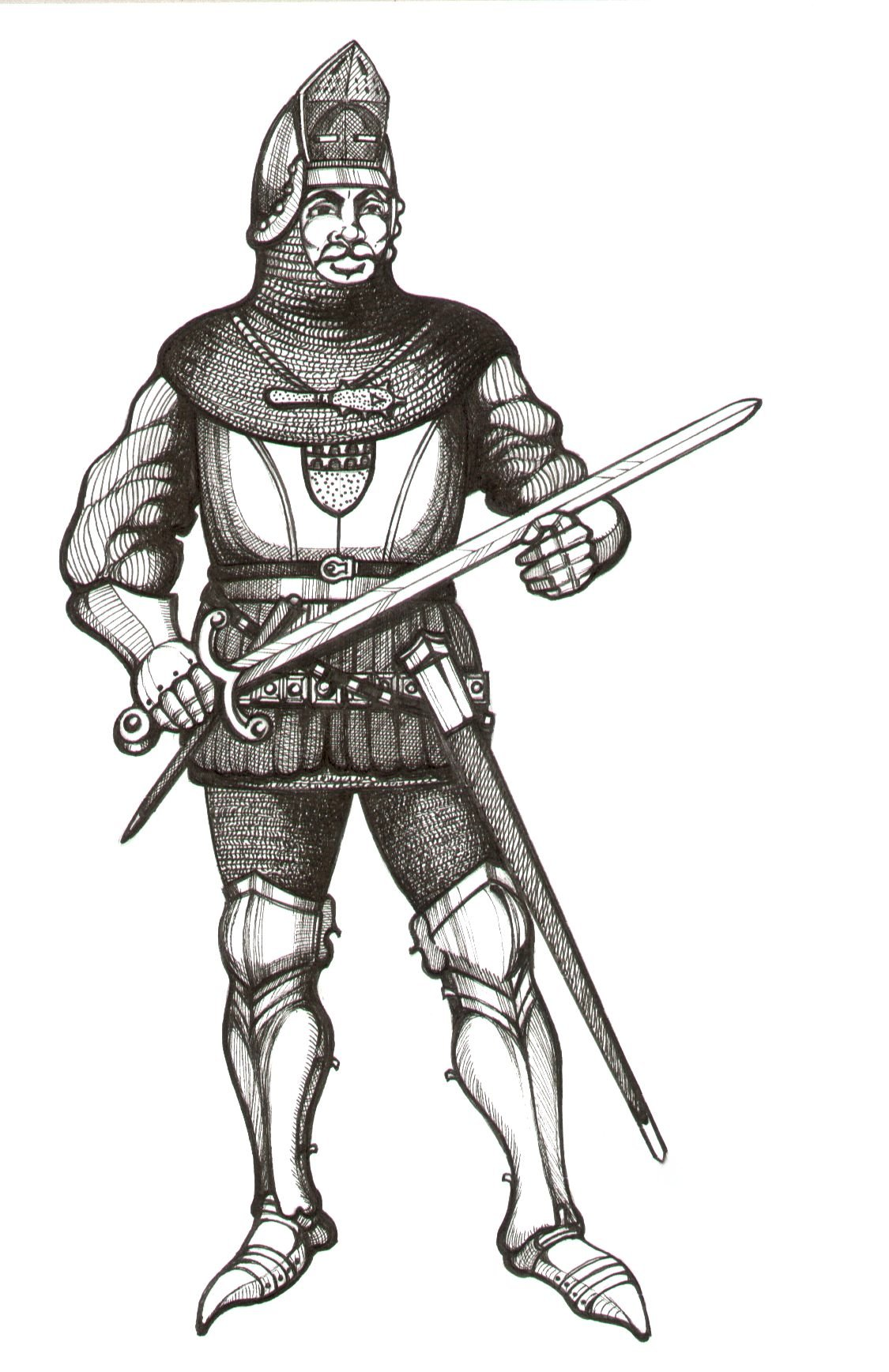
Friedrich von Padberg van het Oude Huis, een van de leiders van het riddergenootschap de Bengler (reconstructie 2007, gebaseerd op de rechterfiguur op de grafsteen van prins-bisschop Rupert von Berg in de Dom van Paderborn)

De heren van Padberg speelden een leidende rol in de adellijke genootschappen Hörner, Falken en Bengler van de late 14e eeuw, en in de Padberger Vete van de vroege 15e eeuw. In 1391 richtten Friedrich van het Oude Huis Padberg, Konrad Spiegel zun Desenberg en Rabe von Canstein het genootschap van de Bengler op. De oprichting van deze adellijke vereniging werd blijkbaar voornamelijk aangestuurd door Konrad Spiegel zum Desenberg, die, als landvoogd van Mainz, deze gebruikte om steun te organiseren in het Mainz-Hessische conflict. Konrad II von Weinsberg, aartsbisschop van Mainz, was echter meer bezorgd over verzoening met de landgraaf van Hessen, en Konrad Spiegel zum Desenberg nam niet deel aan de eigenlijke Bengler Vete. De Benglers werden in juli 1392 verslagen door de troepen van de bisschop van Paderborn.
Van 1250 tot 1397 werden de burchten van Padberg als onneembaar beschouwd. Padberg was een van de vier pijlers van het aartsbisdom Keulen in hun hertogdom Westfalen. In 1397 werden de heren van Padberg onderworpen en werden de burchten en de heerlijkheid opnieuw in leen gegeven door Frederik III van Saarwerden, aartsbisschop van Keulen.
Na 1350 verwierven de heren van Padberg van het Oude Huis het kasteel Ober-Ense bij Korbach. Toen ze het in 1410 als leengoed schonken aan Frederik III, aartsbisschop van Keulen, leidde dit tot een oorlog met graaf Hendrik VII van Waldeck, omdat deze geen Keuls kasteel op zijn grondgebied duldde. Deze vete eindigde in een nederlaag voor de heren van Padberg. Ze werden gedwongen zich te onderwerpen aan de graven van Waldeck, die vervolgens een aanzienlijk deel van de heerlijkheid Padberg in bezit nam.
Niettemin vielen de geleidelijk verarmde heren van Padberg herhaaldelijk het Waldecker gebied binnen. Een aanval van de heren van Padberg met een leger van 760 ridders, knapen en voetvolk uit het bisdom Münster en de graafschap Mark in het gebied bij de Hanzestad Korbach eindigde rampzalig. De aanval werd door de burgers van Korbach op 20 juni 1413, de dag van Sint Regina, neergeslagen. In deze zogenaamde 'Padberger Vete' werd aanvoerder Friedrich von Padberg van het Oude Huis met andere familieleden, en tientallen riddermatigen door de Korbachers gevangen genomen en later tegen hoge sommen losgeld vrijgekocht. Deze overwinning op de dag van Sint Regina wordt jaarlijks herdacht met een kerkdienst en een rondgang. 
In 1427 konden de heren van Padberg zich opnieuw voor korte tijd losmaken van de Keulse overheersing, maar in 1473 werden ze opnieuw onderworpen en moesten ze de feodale soevereiniteit van Keulen en hun aansluiting bij het hertogdom Westfalen van Keulen erkennen.
In maart 1516 bracht Götz von Berlichingen drie dagen door op de burcht als gast van Johann en Friedrich von Padberg. Hij was sinds het jaar ervoor in een conflict verwikkeld met Albrecht, aartsbisschop van Mainz. Kort na zijn bezoek aan de burcht viel Götz graaf  Phlipp II van Waldeck, een bondgenoot van de aartsbisschop, aan. Voor de Wetterburg bij Arolsen, nam hij hem gevangen en liet hem pas na lange tijd vrij, tegen betaling van een losgeld van 8900 dukaten. Hij zou dit losgeld hebben gebruikt om op 13 april 1517 kasteel Hornberg aan de Neckar te kopen. Voor deze aanval werd Götz von Berlichingen op 11 februari 1518 opnieuw vogelvrij verklaard.
Tegen 1550 waren de twee burchten zodanig in verval geraakt dat Johann von Padberg ze verliet en naar Beringhausen verhuisde. Hij liet een nieuw huis Padberg bouwen, dat na zijn dood in gelijke delen aan zijn zonen zou overgaan. Johann stierf in 1557 en zijn zonen deelden de heerschappij: Philipp kreeg het Oberhaus (de Sparrenburg) en Friedrich het Unterhaus.
In 1801 kocht de weduwe van Josef von Padberg van het Oberhaus het Unterhaus; en verenigde zo de twee huizen. Een jaar later trouwde de erfgename, Regina Dorothea Franziska von Padberg zu Padberg, met graaf Maximilian Franz Droste zu Vischering, en zo ging het Huis Padberg, na bijna 650 jaar, over op een ander geslacht.
De laatste mannelijke telg van de familie was Friedrich 'Fritz' von Padberg zu Helminghausen. Hij was eigenaar van het landgoed Karlsfelde te Strasburg in de Uckermark. Hij stierf na de Tweede Wereldoorlog als dwangarbeider in Oost-Pruisen, samen met zijn dochter Lilli.
Sinds de 16e eeuw zijn er burgerlijke families Padberg in het hertogdom Westfalen en het graafschap Waldeck, van wie een aantal mogelijk afstammen van de oude adellijke familie von Padberg. De leden van de familie Padberg uit Küstelberg bekleedden belangrijke sociale posities in het Ambt Medebach, Ambt Brilon en de rechtsgebieden Oberkirchen en Oberhundem van de heren van Fürstenberg. Hun familiewapen vertoont overeenkomst met het wapen van de oude adellijke familie, maar heeft een ander helmteken. Twee leden van de tak Küstelberg werden in het laatste kwart van de 19e eeuw in de Pruisische adel verheven.
Ook een tak uit Arolsen, voor het eerst aldaar vermeld na 1700, stalmeesters en rentmeesters van de vorsten van Waldeck-Pyrmont, voerden een familiewapen gelijk aan dat van de adellijke familie von Padberg, maar ook met een ander helmteken. Leden van deze burgerlijke takken uit Küstelberg en Arolsen vestigden zich eind 18e eeuw in Nederland.

## De verschillende takken Padberg
- Oude Huis Padberg
- Nieuwe Huis Padberg
- Scharfenberg (burcht Scharfenberg)
- Adorf (burcht Adorf)
- Padberg zu Wildshausen (burcht Wildshausen)
- Padberg zu Schellenstein (kasteel Schellenstein)
- Oberhaus Padberg
- Unterhaus Padberg
- Padberg zu Hoppecke
- Padberg zu Ottlar
- Padberg zu Helminghausen

## Familiewapen
Het wapen Padberg is voor het eerst bekend op een zegel uit 25 juli 1231 van het klooster Bredelar. In getekende vorm vinden we de wapens Padberg al vroeg in het Wapenboek Gelre en het Armoriaal Bellenville. 
Boven een gouden schildvoet, twee rijen antiek vair (zilver en blauw); op de gekroonde helm, met blauw-zilveren helmkleed, een open gouden vlucht met een balk antiek vair. Afbeeldingen uit de 15e eeuw, vermoedelijk gekopieerd uit oude toernooiboeken, tonen als helmteken twee buffelhoorns. Het familiewapen bleef vrijwel ongewijzigd tot in de 18e eeuw.
Vanaf de 16e eeuw werd het familiewapen van de familie Padberg vaak afgebeeld met zogenaamde 'dubbele wolken', ook wel 'Padbergwolken' genoemd. Dergelijke wapenafbeeldingen vinden we in wapenkwartierstaten en in Max von Spießen's Wappenbuch des westfälischen Adels.

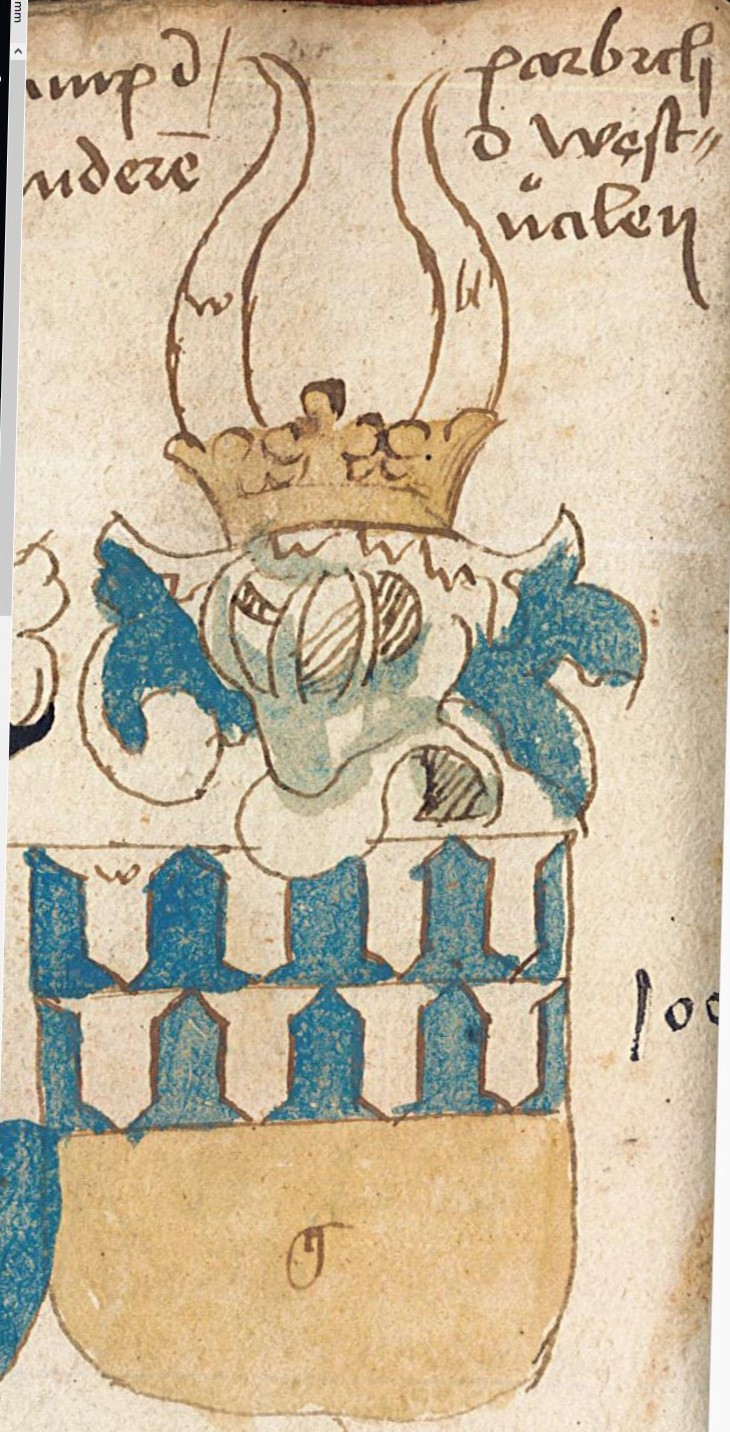
Het wapen Padberg met de buffelhorens in het Wapenboek Bayhardt of 'Wappencodex des Grafen von Virmundt', circa 1600.

## Adellijke personen von Padberg
- Gottschalk I van Padberg (gedocumenteerd 1165–1196/ † 1201), stichter van het klooster Bredelar
- Gottfried von Padberg / Scharfenberg (gedocumenteerd 1292–1343), provoost van het klooster Küstelberg 1292, provoost van het klooster Glindfeld 1298, abt van het klooster Grafschaft 1325–1343
- Dietrich von Adorf (gedocumenteerd 1316–1349), abt van het klooster Bredelar 1326–1349
- Gottschalk I van het Nieuwe Huis Padberg (vermeld 1284-1342), ridder vanaf 1319, kamerheer van de aartsbisschop van Keulen in 1286, deelnemer aan de Slag bij Woeringen
- Anselm von Padberg (vermeld 1284– † 1342), kamerheer van de aartsbisschop van Keulen in 1286, deelnemer aan de Slag bij Woeringen.
- Johann I de Oudere van het Oude Huis Padberg (vermeld 1320 – † 1342), ridder vanaf 1335, landgravelijk raadsheer en borgman te Marburg 1335, borgman te Battenberg en Hofgeismar 1339 voor Mainz
- Gottschalk I van het Oude Huis Padberg, Proost van Corvey 1316–1349
- Johann I van het Nieuwe Huis Padberg (vermeld 1322 – † 1368), maarschalk van Westfalen 1356–1358, vrijgraaf in Padberg 1359–1360
- Friedrich I van het Nieuwe Huis Padberg (vermeld 1335–1391), landgravelijk ambtman van Esebeck 1371
- Friedrich III de Oudere van het Oude Huis Padberg (vermeld 1349-1393), ridder vanaf 1391, leider van het genootschap der Falken en Bengler.
- Friedrich V van het Oude Huis Padberg (vermeld 1366–1417; † 1420), amtman van Medebach in 1403 en Frankenberg in 1410
- Johann III van het Oude Huis Padberg (1366 – † 20 juni 1413) sneuvelde in de Padberg Vete, ambtman van Medebach 1403 en Frankenberg 1410–1411
- Friedrich VI van het Oude Huis Padberg (vermeld 1411–1455/ † 1458), ambtman van Frankenberg 1436, 1456
- Johann III van het Oude Huis Padberg (1414 – † 1466), ambtman van Frankenberg 1436, 1456–1458
- Friedrich VII van het Oude Huis Padberg (vermeld 1450–1475), ambtman van Frankenberg 1458
- Conrad van het Oude Huis Padberg (vermeld 1466–1483; † voor 1493), ambtman van Frankenberg 1458
- Ernst Christoph von Padberg zu Ottlar (1624-1672), opperhoutvester Waldeck
- Friedrich Ernst von Padberg zu Ottlar († 1716), raadsheer en hofrechter 1710, landdrost Waldeck1715, regeringspresident in Mengeringhausen, sinds 1712
- Maximilian Heinrich von Padberg zu Schellenstein, (1666-na 1704), kapitein van de cavalerie in dienst van de keurvorst van Keulen in 1704, raadsheer van de keurvorst in Bonn
- Karl Wilhelm Bernhard Ludwig von Padberg zu Helminghausen (1725–1794), landdrost Waldeck
- Raban Carl Ernst Ludwig von Padberg zu Helminghausen (1775-1829), landdrost Waldeck
- Ludwig Philipp Carl Friedrich von Padberg zu Helminghausen (1810-1873), kamerheer en hofmaarschalk
- Friedrich Ludwig von Padberg zu Helminghausen und Hoppecke (1816-1886), rechter Pruisen
- Alexander von Padberg (1832–1912), burgerlijke oorsprong uit Küstelberg, Pruisisch regeringsraadslid in Maagdenburg, in de adelstand verheven in 1876
- Gustav von Padberg (1837–1891), broer van Alexander, echtgenoot van een buitenechtelijke dochter van hertog Ernst II van Saksen-Coburg en Gotha, in 1882 door de Pruisische koning in de adelstand verheven, hoofd van het hof, oppermaarschalk en kapitein op het slot Ehrenburg te Coburg
- Lutz von Padberg (1950-  ), historicus die gespecialiseerd is in de middeleeuwse geschiedenis en in het bijzonder de kerstening van de Germaanse volkeren

## Takken in Nederland en België

### Tak Padberg zu Helminghausen
Friedrich Christian von Padberg zu Helminghausen, geboren Helminghausen (D) 4 november 1772, vaandrig 1787 en luitenant 1796 in  het regiment Waldeck in Nederland, gesneuveld in Rusland omstreeks 1812, zoon van Carl Wilhelm Bernhard Ludwig von Padberg, heer van Helminghausen, en Charlotte Friederike von Drach, trouwt ’s-Gravenhage 31 maart 1799 Hester Elisabeth Bindervoet, gedoopt Leiden 23 december 1777, overleden ’s-Gravenhage 8 juli 1858, dochter van Pieter Bindervoet en Elisabeth Springvliet.
Uit dit huwelijk:
1. Pieter Christian von Padtberg, geboren ’s-Gravenhage 11 december 1800, overleden aldaar 17 november 1842. 
2. Carel Bernhard von Padtberg, geboren Harderwijk 1802, 1e luitenant afdeling Jagers, overleden ’s-Gravenhage 15 febr. 1841.
3. Elisabeth Charlotte von Padtberg, geboren Haarlem 1804, overleden Arnhem 31 juli 1887. 
4. Jozina Edzardina van Padtberg, gedoopt Groningen 17 juli 1805, overleden ’s-Gravenhage 26 december 1878, trouwt aldaar 24 juni 1829 Hermanus Hardenberg (RMWO-4), geboren ’s-Gravenhage 12 augustus 1802, in 1828 tweede luitenant kwartiermeester, vervolgens  
secretaris-generaal bij het ministerie van oorlog, met de rang van generaal-majoor gepensioneerd, overleden 's-Gravenhage 3 maart 1880, zoon van Dirk Hardenberg en Gijsberta Rouws. Nakomelingen Hardenberg. 
5. Ida Christina von Padtberg, geboren Zuidhorn 8 mei 1808, overleden ’s-Gravenhage 21 november 1849, trouwt aldaar 4 november 1829 Simon Besanger, geboren ’s-Gravenhage 1807, adjunct-commies op het Departement van Financiën 1851, overleden aldaar 9 juni 1855. Nakomelingen Besanger.
6. Anna Petronella von Padtberg, geboren Amersfoort 1811, overleden ’s-Gravenhage 17 mei 1837. 
7. Pieter Lodewijk (Pierre Louis) von Padtberg, geboren Versailles (F) 2 maart 1813, overleden ’s-Gravenhage 17 november 1842.

### Tak Padberg zu Schellenstein
Maximilian Heinrich von Padberg (Maximilien Henri de Patbergh), geboren Bigge (D) 16 mei 1666, zoon van Otto Friedrich von Padberg zu Schellenstein en Anna Eva Maria von Wrede zu Schellenstein, overleden na 1733, begraven in het Munster van Bonn. Bekend als ‘Baron de Patbergh’, diende hij rond 1696 in het Regiment Arco. In 1704 was hij kapitein van de cavalerie in keurvorstelijke Dienst, keurvorstelijk raadsheer te  Bonn. Getrouwd te Bousval (B) in 1694 met Anna Françoise le Rousseau, geboren 27 mei 1671, ‘dame de la Motte et d’Heusbeek’, dochter van Guillaume le Rousseau en Maria Catharina Louise Chacon de la Vega.
Uit dit huwelijk:
1.  Joseph Clemens Maria von Padberg, geboren Bousval 1694.
2.  Anne Marie Antoinette von Padberg, geboren Bousval 2 november 1695 
3.	N.N. dochter, geboren Bousval, stiftsdame in Bonn.
Anna Marie Antoinette von Padberg (de Patbergh), geboren Bousval 2 november 1695, ‘Baronne de Patbergh, dame de Heusbeek’, overladen Saint-Lambert-Libersart 21 september 1767, trouwt eerst 15 november 1711 met Charles Guillaume de Raulet, heer van Elhoven en Heusbeek (Husbeck), zoon van Jean François de Raulet en Anne Françoise Bosmans, overleden vóór 1728, trouwt tweede 28 maart 1728 te Saint-Lambert-Libersart met Henri Joseph de Lathuy, geboren Gras-Avernas, heer van Romale en Heusbeek, adjudant van de cavalerie in het regiment de Chanclos, baljuw van Malèves (1729), zoon van Gilles de Lathuy en Isabelle d’Acosse, overleden Saint-Lambert-Libersart 3 december 1752, trouwt derde Maximilien Joseph de Kessel, luitenant, later kapitein in het regiment Arenberg, zoon van Sébastien Joseph de Kessel en Caroline Isabelle de Flórez de Sierra y Valdés.
Kinderen uit het eerste huwelijk:
1.	Anne Françoise Maximillienne de Raulet, geboren 1723, getrouwd met Louis-Libert Vlemincx, heer van Heusbeek, zoon van Corneille Vlemincx en N.N. de Thys. Nakomelingen Vlemincx.
2.	Marie Antoinette de Raulet, vrouwe van Elhoven, trouwt eerst in 1743 Marie Joseph Hamoir, trouwt tweede André Joseph de Gobart, kapitein van het regiment ‘Royal Bavière’, ridder in de koninklijke Militaire Orde van Sint-Louis.
- Gemeinsame Normdatei: 118738984
- Virtual International Authority File: 69724590